# 伦敦德里小调
《伦敦德里小调》（英語：Londonderry Air）是來自北爱尔兰倫敦德里郡的一個小調，在某些场合中所使用的国歌。北爱尔兰没有自己的州歌或区歌，在英联邦运动会上，北爱尔兰代表队使用《伦敦德里小调》。常用與丹尼男孩合拍。

## 外部連結
- 倫敦德里小調：事實與虛構，Brian Audley
- 倫敦德里小調主旋律譜

### 音頻
- Arrangement with comical lyrics （页面存档备份，存于） for orchestra and solo baritone, performed by Kieran of the Potato Hermits, 2010